# Scorțeni (Prahova)
Scorţeni è un comune della Romania di 5 634 abitanti, ubicato nel distretto di Prahova, nella regione storica della Muntenia. 
Il comune è formato dall'unione di 5 villaggi: Bordenii Mari, Bordenii Mici, Mislea, Scorțeni, Sârca.